# Communauté de communes Yvetot Normandie
La communauté de communes Yvetot Normandie  (YN ou CCYN) est une communauté de communes française, située dans le département de la Seine-Maritime dans l'arrondissement de Rouen.
Elle était dénommée jusqu'en 2018 communauté de communes de la Région d'Yvetot (CCRY).

## Historique
La communauté de communes a été créée par arrêté préfectoral du 31 décembre 2001, et succède à deux anciens syndicats, le SIOM (syndicat de ramassage des ordures
ménagères) et le SIDEY (syndicat intercommunal de développement économique de l’Ouest d’Yvetot).
La commune de Hautot-le-Vatois, initialement membre du Syndicat Intercommunal de Ramassage Scolaire de la région de Fauville-en-Caux, qui s'est transformé le 30 décembre 1999 en communauté de communes Cœur de Caux, a quitté celle-ci en 2000 pour rejoindre la communauté de communes de la région d'Yvetot,, portant à 14 le nombre de communes membres.
Le début du fonctionnement de la CCRY a été marqué par un fort conflit entre la ville-centre, Yvetot, et les autres communes, marqué notamment par la démission comme président du maire d'Yvetot en 2004. À la suite de l'élection de son successeur, les représentants de la commune d'Yvetot n'ont pas siégé au conseil communautaire jusqu'au renouvellement électoral de 2008.
Le projet de schéma départemental de coopération intercommunale présenté par le préfet de Seine-Maritime le 2 octobre 2015 dans le cadre de l'approfondissement de la coopération intercommunale prévu par la Loi portant nouvelle organisation territoriale de la République (Loi NOTRe) du 7 août 2015 prévoit la maintien de l'intercommunalité, qui s'aggrandirait de la commune de Rocquefort, antérieurement membre de la communauté de communes Cœur de Caux, vouée à éclater entre plusieurs grandes intercommunalités.
La communauté envisage de proposer la fusion avec elle de plusieurs petites intercommunalités. Dix villages ont délibéré pour la rejoindre : huit issues de la communauté de communes du Plateau Vert (Betteville, Carville-la-Folletière, La Folletière, Croix-Mare, Fréville, Mont-de-l’If, Ecalles-Alix et Mesnil-Panneville) et deux de la Communauté de communes Cœur de Caux (Rocquefort et Cliponville), ce qui porterait l'intercommunalité à environ 27 000 habitants, sans pour autant  correspondre au bassin de ville d'Yvetot, qui comprend, selon le président de la CCRY, les territoires des communautés de communes d’Yvetot, de Yerville, de Doudeville et d’une partie de Fauville-en-Caux,.
Dans le SDCI définitif adopté en octobre 2016, la communauté de communes de la région d'Yvetot s'étend finalement au 1er janvier 2017 aux six communes suivantes :
- cinq communes issues de la communauté de communes du Plateau Vert : Saint-Martin-de-l'If (commune nouvelle regroupant en 2016 les communes de  Betteville, La Folletière, Fréville et Mont-de-l'If[11]), Carville-la-Folletière, Croix-Mare, Écalles-Alix et Mesnil-Panneville ;
- la commune de Rocquefort issue de la communauté de communes Cœur de Caux.

À la suite de cette extension, la communauté de communes de la Région d'Yvetot prend le nom de Communauté de communes Yvetot Normandie.
La fusion d'Autretot et de Veauville-lès-Baons, qui forment le 1er janvier 2019 la commune nouvelle des Hauts-de-Caux réduit à 19 le nombre de communes membres de l'intercommunalité.

## Territoire communautaire

### Géographie
Située dans le centre-ouest du département de la Seine-Maritime, la communauté de communes Yvetot Normandie regroupe 19 communes et s'étend sur 168,3 km2.

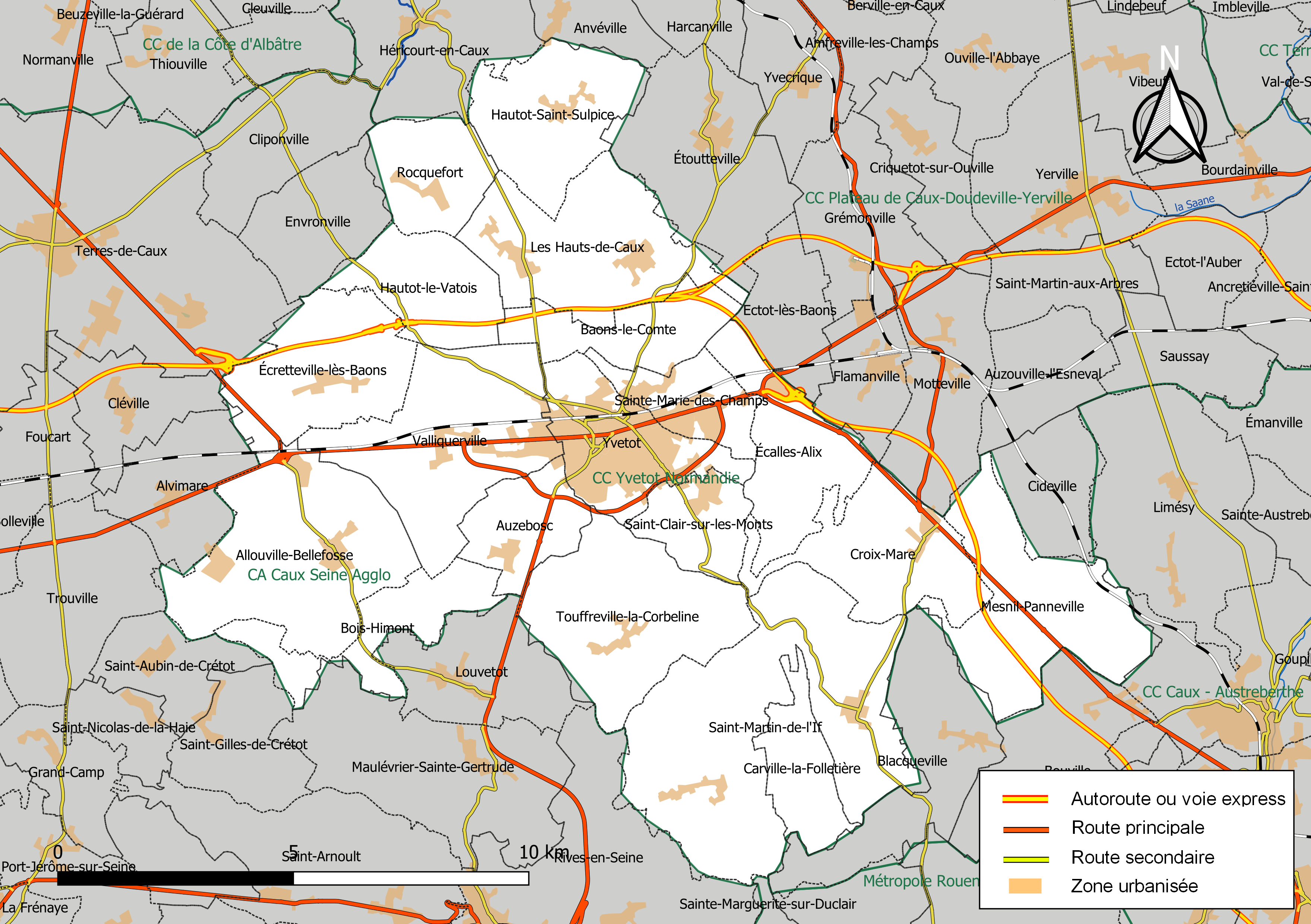
Carte de la communauté de communes Yvetot Normandie au 1er janvier 2019.

### Composition
La communauté de communes est composée des 19 communes suivantes :

| Nom                       | Code Insee | Gentilé             | Superficie (km2) | Population (dernière pop. légale) | Densité (hab./km2) |
| ------------------------- | ---------- | ------------------- | ---------------- | --------------------------------- | ------------------ |
| Yvetot (siège)            | 76758      | Yvetotais           | 7,47             | 11 548 (2022)                     | 1 546              |
| Allouville-Bellefosse     | 76001      | Allouvillais        | 14,66            | 1 147 (2022)                      | 78                 |
| Auzebosc                  | 76043      | Auzeboscais         | 4,76             | 1 120 (2022)                      | 235                |
| Baons-le-Comte            | 76055      | Banais              | 5,38             | 336 (2022)                        | 62                 |
| Bois-Himont               | 76110      | Bois-Himontois      | 5,84             | 447 (2022)                        | 77                 |
| Carville-la-Folletière    | 76160      |                     | 4,36             | 419 (2022)                        | 96                 |
| Croix-Mare                | 76203      | Croixmariens        | 8,64             | 713 (2022)                        | 83                 |
| Écalles-Alix              | 76223      | Écallais            | 7,1              | 547 (2022)                        | 77                 |
| Écretteville-lès-Baons    | 76225      | Écrettevillais      | 9,39             | 352 (2022)                        | 37                 |
| Hautot-le-Vatois          | 76347      |                     | 6,07             | 334 (2022)                        | 55                 |
| Hautot-Saint-Sulpice      | 76348      |                     | 8,53             | 691 (2022)                        | 81                 |
| Les Hauts-de-Caux         | 76041      |                     | 11,76            | 1 342 (2022)                      | 114                |
| Mesnil-Panneville         | 76433      | Mesnil-Pannevillais | 11,87            | 764 (2022)                        | 64                 |
| Rocquefort                | 76531      | Rocquefortais       | 5,36             | 322 (2022)                        | 60                 |
| Saint-Clair-sur-les-Monts | 76568      |                     | 4,07             | 646 (2022)                        | 159                |
| Saint-Martin-de-l'If      | 76289      |                     | 22,92            | 1 734 (2022)                      | 76                 |
| Sainte-Marie-des-Champs   | 76610      | Saintmaritains      | 4,11             | 1 583 (2022)                      | 385                |
| Touffreville-la-Corbeline | 76702      |                     | 12,59            | 839 (2022)                        | 67                 |
| Valliquerville            | 76718      | Valliquervillais    | 13,39            | 1 464 (2022)                      | 109                |

### Démographie
| 1968   | 1975   | 1982   | 1990   | 1999   | 2010   | 2015   |
| ------ | ------ | ------ | ------ | ------ | ------ | ------ |
| 17 309 | 19 009 | 21 270 | 22 917 | 23 672 | 25 895 | 26 804 |

## Organisation

### Siège
Le siège de l'intercommunalité est à Yvetot, 4 rue de la Brême.

### Élus
La communauté de communes est administrée par son Conseil communautaire, composé, pour la mandature 2020-2026, de 46 conseillers municipaux représentant chacune des communes membres et répartis en fonction de leur population de la manière suivante : 

- 18 délégués pour Yvetot ;

- 3 délégués pour Saint-Martin-de-l'If et Sainte-Marie-des-Champs ;

- 2 délégués pour Valliquerville, Les Hauts-de-Caux, Allouville-Bellefosse, Auzebosc, Touffreville-la-Corbeline et Croix-Mare ;

- 1 délégué ou son suppléant, pour les autres communes, dont la population est comprise entre 710 et 311 habitants.
Au terme des élections municipales de 2020 dans la Seine-Maritime, le conseil communautaire  du 9 juillet 2020 reconstitué a réélu son président, Gérard Charassier (DVG), maire-adjoint d'Yvetot, ainsi que ses 8 vice-présidents, qui sont, : 
1. Jacques Cahard, maire de Valliquerville, chargé du développement économique, de l’emploi, de la formation et orientation,
2. Sylvain Garand, maire de Saint-Martin-de-l’If, chargé de la transition écologique et énergétique, :
3. Didier Terrier,  maire de Allouville-Bellefosse, chargé de la promotion et de l’attractivité du territoire,
4. Virginie Blandin,  élue d'Yvetot, chargée de la rudologie
5. Éric Renée, maire de Écretteville-les-Baons, chargé de l’aménagement du territoire,
6. M. Dominique Mace, maire d'Auzebosc, chargé de la culture,
7. M. Claude Bellin, maire de Hautot-le-Vatois, chargé de la communication, des relations avec les usagers et les communes, et du développement social.
8. Françoise Deniau, élue de Yvetot,chargée des finances, de la fiscalité et délégation de service public.

Ensemble, ils constituent le bureau de l'intercommunalité pour la mandature 2020-1026.

### Liste des présidents
| Période | Période                       | Identité          | Étiquette | Qualité |
| ------- | ----------------------------- | ----------------- | --------- | --- |
| 2002    | 2004                          | Philippe Décultot |           | Maire d'Yvetot |
| 2004    | 2014                          | Gérard Leguay     |           | Maire d'Autretot (2001 → )                                                                                                |
| 2014    | En cours (au 16 juillet 2020) | Gérard Charassier | DVG       | Maire-adjoint d'Yvetot ( ? → ) 1er Vice-président du Pays Plateau de Caux Maritime ( ? → ) Réélu pour le mandat 2020-2026 |

### Compétences
L'intercommunalité exerce les compétences qui lui ont été transférées par les communes membres, dans les conditions définies par le code général des collectivités territoriales. Il s'agit de :
Compétences obligatoires
- Développement économique : création, aménagement, entretien et gestion de zones d’activité ; politique locale du commerce et soutien aux activités commerciales d’intérêt communautaire ;
- Promotion du tourisme ;
- Aménagement, entretien et gestion des aires d’accueil des gens du voyage, depuis 2017 ;
- Gestion des milieux aquatiques et prévention des inondations (GEMAPI) depuis le 1er janvier 2018 ;
- Urbanisme : élaboration des PLU (plans locaux d’urbanisme) ;
- Collecte et traitement des déchets des ménages et déchets assimilés.

Compétences optionnelles
- Protection et la mise en valeur de l’environnement (depuis 2017) ;
- Équipements culturels et sportifs : (la Médiathèque Guy de Maupassant, le Conservatoire Fernand Boitard, et le complexe aquatique E’Caux Bulles ;
- Action sociale d’intérêt communautaire ;
- Maisons de services au public, d’intérêt communautaire ;
- Eau, compétence confiée au Syndicat Caux Central

Compétences facultatives
- Transport des enfants des écoles maternelles et élémentaires de la communauté de communes dans le cadre de leurs activités, vers les équipements culturels et sportifs reconnus d’intérêt communautaire ;
- Prise en charge financière des créneaux d’accueil des écoles maternelles et élémentaires au centre aquatique E’Caux Bulles ;
- Définition et mise en œuvre de la politique culturelle et sportive des équipements reconnus d’intérêt communautaire ;
- Chenil pour le recueil des chiens errants sur le territoire communautaire ;
- Infrastructures de communication électronique, compétence confiée au Syndicat Seine Maritime Numérique 76 ;
- Assainissement, compétence déléguée au Syndicat d’eau Caux Central.

### Régime fiscal et budget
La communauté de communes est un établissement public de coopération intercommunale à fiscalité propre.
Afin de financer l'exercice de ses compétences, l'intercommunalité perçoit la fiscalité professionnelle unique (FPU) – qui a succédé à la taxe professionnelle unique (TPU) – et assure une péréquation de ressources entre les communes résidentielles et celles dotées de zones d'activité.
Elle perçoit également une redevance d'enlèvement des ordures ménagères (REOM), qui finance le fonctionnement de ce service public. Elle perçoit également une taxe intercommunale de séjour.

## Projets et réalisations
Conformément aux dispositions légales, une communauté de communes a pour objet d'associer des « communes au sein d'un espace de solidarité, en vue de l'élaboration d'un projet commun de développement et d'aménagement de l'espace ».
Développement économique
La communauté de communes a aménagé deux  parcs   d’activités  à  Valliquerville  et  Auzebosc, situés à proximité  d'échangeurs autoroutiers, totalisant plus de 12 ha aménagés,et accueillant en 2018 près de 20 entreprises.   L'intercommunalité a décidé en 2018 la création de deux  nouveaux  parcs  d’activités  à  Croixmare  et  Ecretteville-les-Baons, ainsi que l'extension des zones existantes.
Piscine intercommunale E’Caux Bulles
La CCRY a réalisé la piscine intercommunale, E’Caux Bulles, dont la gestion est déléguée à la société Vert Marine, a été inaugurée en 2009, en remplacement de l'ancienne piscine communale Les Canetons devenue obsolète.
Elle comprend un bassin sportif de 375 m², un bassin d’activités de 120 m², un bassin loisirs de 130 m², une lagune de jeux de 32 m², un sauna, un hammam et un espace cardio-training.
Culture
L'intercommunalité gère la médiathèque Guy de Maupassant, créée en 1978, ainsi que son annexe, l'Assemblaye.